# Shalysa Wray
Shalysa Wray, född 6 maj 1999, är en friidrottare från Caymanöarna. Hon deltog vid olympiska sommarspelen 2020.